# Тиберий Клавдий Сацердот Юлиан
Тибе́рий Кла́вдий Сацердо́т Юлиа́н (лат. Tiberius Claudius Sacerdos Iulianus; умер после 101 года) — римский политический деятель конца I — начала II веков.

## Биография
Юлиан происходил из Греции или Малой Азии. В правление императора Домициана он занимал должность прокуратора провинции Фракия. С ноября по декабрь 100 года Юлиан был консулом-суффектом вместе с Луцием Росцием Элианом Мецием Целером. Со 101 года он входил в состав коллегии арвальских братьев и был понтификом.